# 隠崎さん
隠崎さん（かくれざきさん）は、「ブシロードクリエイティブ」の「TAMA-KYU」ブランドより発売されているカプセルトイで、女子高生をモチーフとしたミニフィギュアである。

## 解説
「顔面妄想シリーズ」というキャッチフレーズの通り、コスチュームやポーズ、アクシデントで顔が見えない作りとなっている。
どんな容貌なのか、どんな表情をしているのかを想像して楽しむことができる。

## 商品
一度に5種類ずつ、3度発売されている。15万個以上を売り上げるヒット作品となっている。

### 第1期
「KADOKAWA」のカプセルトイレーベル「KCAL」より、「僕は隠崎の顔を見たことがない」シリーズとして発売。種類は次の通り。
- 「昼食時も見えない」膝の上に弁当を載せて座っているが、ネックウォーマーで顔を隠している。
- 「体育中も見えない」バレーボール中、レシーブしようとしたボールが顔面を直撃して見えない。
- 「転んで見えない」泥水に顔を突っこんで転倒しているために見えない。
- 「ブリッジで見えない」ブリッジポーズをして、胸元のスカーフが顔にかかって見えない。
- 「動物で見えない」猫を抱き上げようとしたら、顔に飛び付かれて見えない。

### 第2期
「ブシロードクリエイティブ」の「TAMA-KYU」ブランドより、「隠崎さん」シリーズとして発売。種類は次の通り。
- 「体育の授業中も見えない」体操座りをしているが、体操服で顔を隠している。
- 「強風をくらっても見えない」突風で吹き飛ばされた新聞紙が、顔面に張り付いて見えない。
- 「フルスイングで見えない」野球のバットを思い切り振ったが、顔面にデッドボールしてしまい見えない。
- 「盗人になっちゃって見えない」バールを持ち、目出し帽をかぶっているために見えない。
- 「黒板消しでみえない」黒板消しをはたいたところ、顔の前でほこりが舞い上がって見えない。

### 第3期
「隠崎さん2　DEAD　OR　ARIVE」のタイトルで発売された。種類は次の通り。
- 「ヘドバンで見えない」音楽に合わせて激しくヘッドバンギングしており、乱れた髪の毛で顔が見えない。
- 「狐のお面で見えない」お面をかぶって驚かせようとしているので、顔が見えない。
- 「パイ投げで見えない」パイ投げで遊んでいて、顔面にパイが命中していてみえない。
- 「ニワトリで見えない」ニワトリに餌を与えようとしたら、顔にとびつかれて見えない。
- 「柔らかすぎて見えない」のけぞって柔軟体操をしており、顔と足の裏が密着して見えない。

## CMとPV
商品発売に合わせ、テレビCMとPVも制作されている。
共に「ミス隠崎さんオーディション」でグランプリに選ばれた「佐倉かいり」が出演している。
「顔を見せない」という商品コンセプトに合わせて、顔が写らない出演方法となっている。